# Cross triathlon
Le cross triathlon, selon la terminologie de la Fédération internationale de triathlon (World Triathlon), connu également sous le nom de triathlon nature ou encore triathlon cross, est une pratique sportive dérivée du triathlon originel qui se pratique sur terrain accidenté et hors route (off road). Une compétition de cross triathlon consiste donc à enchainer une épreuve de natation en eau libre, à l'instar du triathlon classique, une épreuve de vélo tout terrain (VTT) sur sentier ou piste, et une épreuve de course à pied hors route (cross country, trail). Les différentes distances de pratique correspondent sensiblement aux distances réglementaires des triathlons en général.

## Historique
Né aux États-Unis, le cross triathlon (Triathlon Off Road) connait un fort développement depuis le début des années 2000 via le circuit international Xterra.

## Pratique
Similaire à un triathlon, le cross triathlon est la somme de trois disciplines techniques sans arrêt du chronomètre. Néanmoins sa pratique diffère en quelques points comme au niveau des distances ou des conditions de course. Proportionnellement à la distance, les temps d'épreuve sont donc plus longs.

## Compétitions fédérales
La première compétition internationale européenne a lieu en 2007 en Espagne. Organisée par la Fédération européenne de triathlon, elle est suivie en 2011 par la Fédération internationale de triathlon qui organise le championnat du monde de cette spécialité. Les fédérations nationales suivent le mouvement et notamment la Fédération française de triathlon qui crée en 2013 son premier championnat. Le nom de ce nouveau circuit international est « TNatura ». La première édition du championnat de France s'inscrit clairement dans une perspective de développement, elle a lieu à Versailles. Aucune qualification préalable ne fut demandée. 250 triathlètes prennent part à cette nouvelle compétition.

## Autre circuit
Xterra Triathlon ou XTerra est le nom d'une série de compétitions de cross triathlon (Off-Road Triathlon) appartenant à la société privée Team Unlimited propriétaire de la marque. Celle-ci organise un circuit de compétitions internationales et qualificatives pour la finale du « championnat du monde de Xterra » qui se déroule chaque année à Maui dans l'archipel d'Hawaï aux États-Unis.